# 陝甘寧辺区

中華民国陝甘寧辺区政府
中華民國陝甘寧邊區政府

陝甘寧辺区（せんかんねいへんく、繁体字中国語: 中華民國陝甘寧邊區政府、簡体字中国語: 中华民国陕甘宁边区政府）は、中国共産党が日中戦争期間中に中国西北部（中華民国陝西省北部、甘粛省及び寧夏省東部）に設立した抗日根拠地。第二次国共合作に伴い、国民政府行政院直轄区とされた。

## 前史
1934年（民国23年）11月、劉志丹・呉岱峰・習仲勲等が指導する西北紅軍により陝甘辺軍事委員会及び陝甘辺ソビエト政府が設立され、劉志丹が軍事委員会主席、呉岱峰が参謀長、習仲勲がソビエト政府主席に就任した。1935年（民国24年）1月、陝北省ソビエト政府と改称された。1937年（民国26年）1月、中国共産党が長征により延安に本拠地を移動してからは中国共産党勢力の本拠地とされた。

## 沿革
1937年（民国26年）7月17日、第二次国共合作に伴う国民政府は陝甘寧辺区の成立を承認、9月6日に中国共産党は中華ソビエト政府の廃止を宣言し、西北弁事処を陝甘寧辺区政府に改編して延安を首府と定め、国民政府行政院管轄の行政区画とされた。10月12日、国民政府行政院は第333回会議により陝甘寧辺区を行政院直轄区域とすることを決定、11月10日の『各級政府名称の統一に関する通知』により陝甘寧辺区政府は陝甘寧特区政府と改称されたが、1938年（民国27年）1月に再び陝甘寧辺区政府と改称された。
1947年（民国36年）3月19日、国共内戦が激化すると、毛沢東は中国共産党中央機関及び部隊を延安より撤収、8月にかけて中国国民党に対するゲリラ戦を展開し、中国国民党勢力を陝甘寧辺区から撤退させ、中国共産党の解放区として改編された。1949年10月1日、中華人民共和国が成立した後、首府は延安から西安になり、1950年6月に陝甘寧辺区は廃止された。